# Combat de Tolú
Guerre d'indépendance de la Colombie
Batailles
m
Première république (1810-1815)
- Bajo Palacé
- Magdalena
- Admirable
- Guerre Civile
- Nariño dans le Sud
- Río Palo
- Tolú

Reconquête espagnole (1815-1819)
- Carthagène des Indes
- Cachirí
- Cuchilla del Tambo
- La Plata
- Régime de terreur

Campagne libératrice (1819)
- Paya
- Passage des Andes
- Corrales
- Gámeza
- Pantano de Vargas
- Boyacá

Grande Colombie (1819-1824)
- Campagne fluviale et navale
- Campagne de Pasto

Le combat de Tolú est une bataille navale livrée le 6 juillet 1815, au large de Tolú, en Colombie, pendant la guerre d'indépendance colombienne.
Cet engagement est considéré comme le premier combat naval livré par la marine colombienne[réf. nécessaire]. Il oppose la goélette El Ejecutivo, commandée par l'alférez José Prudencio Padilla (1788-1828), à la frégate espagnole Neptuno. Celle-ci amène d'Europe des renforts aux troupes engagées dans les combats contre les armées indépendantistes du Venezuela et de Colombie et surtout transporte le maréchal de camp Alejandro de Hore (es), qui doit prendre les fonctions de gouverneur de Panama.
Utilisant au mieux les qualités manœuvrières de son bâtiment, Padilla réussit à éviter le feu adverse, tout en parvenant à toucher la frégate espagnole jusqu'à la rendre ingouvernable. Exposée impuissante aux tirs de son adversaire, cette dernière n'a d'autre choix que d'amener son pavillon. Outre la prise de la frégate, les Colombiens capturent Alejandro Hore ainsi que 18 officiers et près de 200 marins et soldats.
Chaudement félicité pour son exploit, Padilla est promu au grade de capitaine de frégate. Il poursuivit sa carrière dans la marine colombienne dont il devient quelques années plus tard, le premier amiral.